# Bendeniz
Bendeniz, bürgerlich Deniz Çelik (* 25. Juli 1973 in Zürich), ist eine türkische Popmusikerin.

## Leben und Karriere
Nachdem Deniz Çelik in der Türkei das Gymnasium Erenköy Kız Lisesi abgeschlossen hatte, kehrte sie in die Schweiz zurück und besuchte zwei Jahre die Hochschule. Für einige Zeit spielte sie in der ersten türkischen Frauenfußballmannschaft Dostlukspor. Während dieser Zeit schrieb Çelik an einigen Kompositionen und spielte mit den Gedanken, ihre Lieder zu veröffentlichen.
Zufällig traf Çelik einen Vertreter der Plattenfirma Raks Müzik Yapım und gemeinsam produzierten sie ihr erstes Album Bendeniz und veröffentlichten es im Jahre 1993. Auch dank des extravaganten Clips zum Song Ya Sen Ya Hiç wurde dieses Album mit fast einer Million verkauften Exemplaren ein großer Erfolg. Für den Soundtrack des sozialkritischen deutschen Films Kanak Attack von Feridun Zaimoğlu (2000; Regie: Lars Becker) wurde das Stück Sana Mı Kaldım aus ihrem 1996er Album Bendeniz III ausgekoppelt.
In ihrer bisherigen Musiklaufbahn machte sie mit weiteren zahlreichen Hits wie Satmışım, Güzeller Güzeli, Biri Var oder Cumadan Pazara auf sich aufmerksam.

## Diskografie

### Alben
- 1993: Bendeniz I
- 1995: Bendeniz II
- 1996: Bendeniz III
- 1998: Bendeniz'den
- 1999: Kurtulamıyorum
- 2001: Zaman
- 2003: Demedim Mi
- 2005: Aşk Yok Mu Aşk
- 2006: Değiştim
- 2009: Olsun

### Kollaborationen
- 1994: Biz (mit Harun Kolçak)

### Remixalben
- 2011: Benden İzler

### Kompilationen
- 2000: Bendeniz Şarkıları
- 2018: Best of, Vol. 1
- 2022: Best of, Vol. 2

### Singles
| - 1993: Ya Sen Ya Hiç - 1993: Ağlayayım mı? - 1994: Kerime - 1994: Ah Bir Dönsen - 1994: Müjdeler Ver - 1994: Elimde Değil (mit Harun Kolçak) - 1995: Gönül Yareler İçinde - 1995: Neler Olacak - 1995: 80 Günde Devr-i Alem - 1996: Güvendiğim Dağlara Kar Yağdı - 1996: Turnayı Gözünden Vurdum - 1996: Sana Mı Kaldım - 1998: Günahlar - 1998: Başımın Belası | - 1998: Adını Koydum (mit Ve Volkan) - 1999: Kurtulamıyorum - 2001: Satmışım - 2001: Güzeller Güzeli - 2003: Demedim Mi - 2005: Kırmızı Biber - 2005: Bu Bahar Da - 2005: Kördüğüm - 2006: Biri Var (mit Harun Kolçak) - 2006: Tövbe De - 2009: Cumadan Pazara - 2011: Gönül Yareler İçinde (mit Ümit Sayın) - 2011: O Biliyor - 2017: O İnsan |

Quelle:

### Gastauftritte
- 1998: Anoni Niyolay (von Ve Volkan – Hintergrundstimme)
- 1998: Yaralı Kuş (von Ve Volkan – Hintergrundstimme)
- 1998: İhanet (von Ve Volkan – Hintergrundstimme)
- 1998: Elalemin Dilberi (von Ve Volkan – Hintergrundstimme)
- 2004: Kadınım Bozmuşum Niyeti (von Ve Volkan – Hintergrundstimme)